# Obraz Matki Bożej Świętojańskiej
Obraz Matki Bożej Świętojańskiej (również Obraz Matki Bożej od Wykupu Niewolników lub Obraz Matki Wolności) – wizerunek przedstawiający Maryję z Dzieciątkiem w typie hodegetrii, znajdujący się w głównym ołtarzu zakonnego kościoła św. Jana Chrzciciela i św. Jana Ewangelisty w Krakowie, Zgromadzenia Panien Ofiarowania NMP (prezentek), otoczony kultem religijnym i uważany za cudowny.

## Historia obrazu
Nazwa obrazu Matki Bożej Świętojańskiej pochodzi od patronów kościoła, w którym go umieszczono, dwóch świętych Janów: Ewangelisty i Chrzciciela. Obraz namalowany został techniką temperową na desce lipowej o wymiarach (104 × 128) cm. Autor obrazu nie jest znany. Historycy sztuki twierdzą, że obraz ma w sobie cechy stylu gotycko-renesansowego, jak również bizantyńskiego i datują go na początek XVI wieku. Obraz prototypowy, portretu Maryi, do którego upodabnia się ten obraz, miał powstać w Efezie. Następnie jako dar cesarzowej Ateny Eudokii trafił do Konstantynopola, do klasztoru Ton Hodigon. Maryję na tym obrazie nazwano Hodegetrią, tzn. wskazującą drogę. Kompozycja ta stojąca u początku ważnego typu przedstawień maryjnych, prezentuje Maryję w półpostaci, jakby w ramie okiennej, przywołując uroczysty obyczaj pozdrawiania ludu przez władcę z pałacowego okna.
Obraz mógł powstać w małopolskim lub śląskim warsztacie malarskim, ale nie ma na to przekonujących dowodów. Do krakowskiego kościoła św. Jana Ewangelisty trafił jako dar księcia litewskiego Stanisława Radziwiłła, zwanego Pobożnym około 1577, po powrocie z pielgrzymki do Santiago de Composteli w Hiszpanii, przywieziony przez niego z Litwy, o czym mówią dokumenty przechowywane w klasztorze sióstr prezentek. W dokumentach czytamy: 

Xiażę Radziwił Litewski, powrociwszy się z Composteli od Świętego Jakuba, Obraz Naswietszej Panny z Litwy wywiozł y do tego go koscioła s. Jana w Krakowie ofiarował, temi czasy cudami słynący, zawsze w kosciele s. Jana w Krakowie. Notatum ex traditione…

Książę Stanisław Radziwiłł był nawróconym na katolicyzm kalwinem, który ze względu na swoją gorliwość nazwany został Pobożnym. W latach 1576–1577 odbył on pielgrzymkę do Hiszpanii razem ze swoim bratem Jerzym, późniejszym kardynałem. Obraz i jego sanktuarium cieszyły się ich wielką protekcją i wsparciem. Później przed tym obrazem modlił się król Jan III Sobieski po zwycięstwie nad Turkami pod Wiedniem. Przybył on do kościoła w nielicznej asyście 23 lutego 1684. O pomoc w walce o wolność Polski modlił się także generał Tadeusz Kościuszko w dniu pamiętnej przysięgi na rynku krakowskim 24 marca 1794, przybywszy tu wieczorem, pragnąc odwiedzić znajomą zakonnicę – przełożoną Magdalenę Prastellankę, znaną krakowską opiekunkę sierot. Na przestrzeni wieków przed ołtarzem z wizerunkiem Matki Bożej Świętojańskiej modlono się w czasach rozbiorów i obu wojen światowych. Częstym gościem był biskup krakowski Karol Wojtyła, późniejszy papież i święty. Było to jego ulubione miejsce, do którego często powracał i się odwoływał.
Obraz ofiarowany do kościoła św. Jana był początkowo umieszczony przy bocznym filarze, a gdy zasłynął w 1633 łaskami, został 9 kwietnia 1639 przeniesiony do głównego ołtarza. Kultem Matki Bożej Świętojańskiej zajmowali się księża z kościoła Mariackiego, na terenie, którego położony jest kościół św. Jana. Od 1726 rozwojem nabożeństwa do Matki Bożej od Wykupu Niewolników zajmują się siostry prezentki, którym kościół został przekazany przez ówczesnego biskupa krakowskiego Konstantego Felicjana Szaniawskiego. Od tego czasu kult Matki Bożej Świętojańskiej stał się częścią charyzmatu zgromadzenia założonego przez bł. Zofię Czeską.
Na podstawie dokumentów klasztornych wiadomo, że wizerunek był wielokrotnie przemalowywany. W pewnym okresie w ręku Matki Bożej zamiast koniczyny umieszczono różę, zmianie uległy również m.in. kolory sukni obu postaci oraz tło wizerunku. Po przeprowadzonej na przełomie lat 1987 i 1988 ostatniej gruntownej konserwacji obraz powrócił do swojego pierwotnego wyglądu.
Obraz z uwagi na liczne elementy znajdujące się na nim, symbolikę oraz gesty postaci ukrywa wiele tajemnic, będących materiałem dociekań i spekulacji teologów i historyków sztuki, a ponieważ anonimowy artysta już nie żyje, trudno do końca wyjaśnić jego myśl i zamierzenia.

## Kult wizerunku

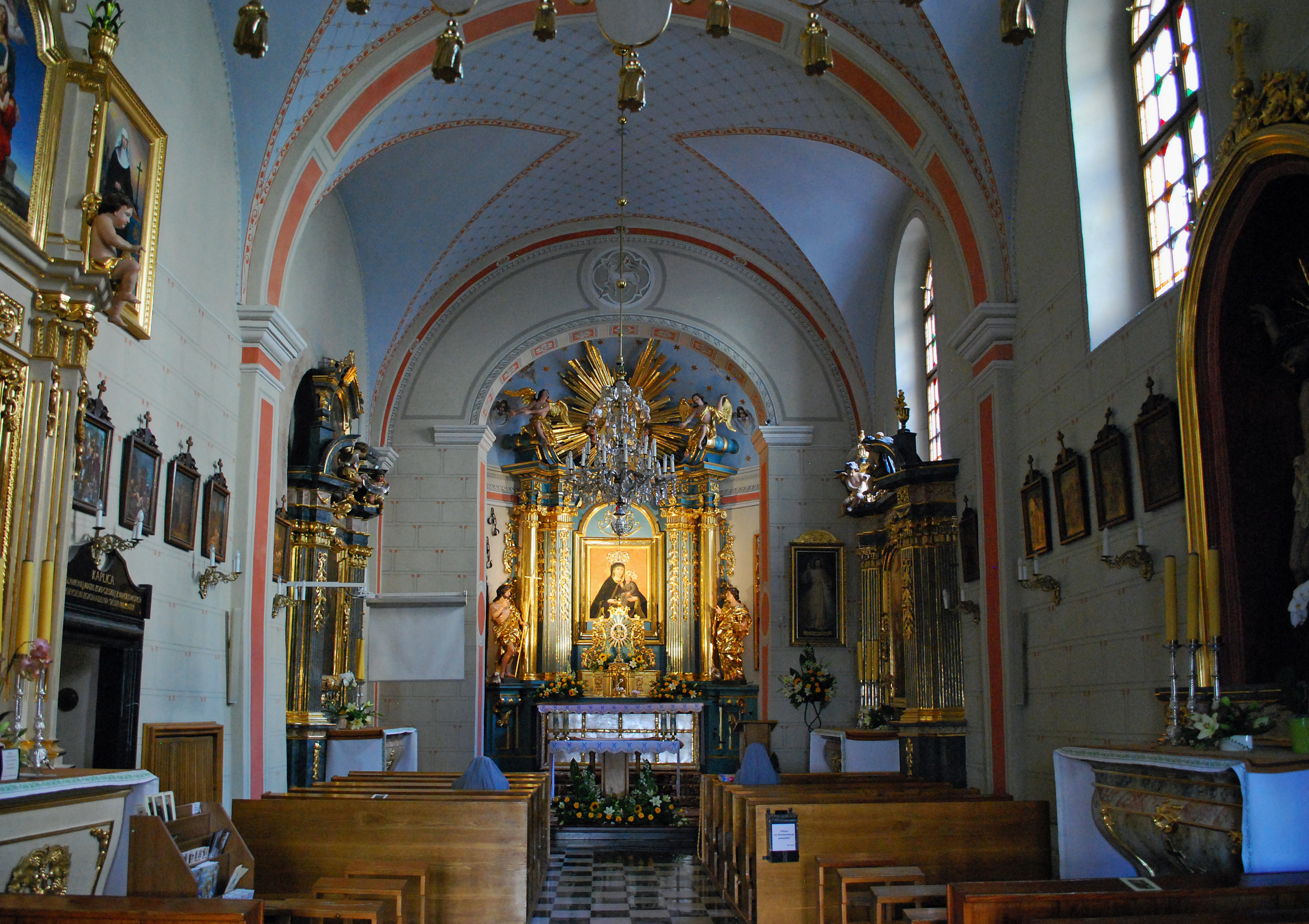
Widok na ołtarz z obrazem Matki Bożej Świętojańskiej

W ciągu wieków w przykościelnej księdze zanotowano wiele łask i cudów. Pierwszy z nich mówi o uwolnieniu więźnia skazanego na śmierć w 1633, któremu po wezwaniu pomocy Maryi kajdany same opadły z rąk i do dziś jako wotum wiszą w kościele, po lewej stronie ołtarza. W księdze cudów i łask zanotowano:

Roku Pańskiego 1633 jeden więzień w zamku krakowskim już na placu pod mieczem będąc, rodem z Prus, przez przyczynę Najświętszej Panny od srogiej śmierci wybawiony jest, którego towarzyszów srodze pokarano, ręce poobcinano, potem ćwiartowano, a on za ratunkiem N. P., której się oddał w swym przypadku wolnym został. Za które dobrodziejstwo obecnie tu w kościele św. Jana N. P. dziękował przy uczciwym mieszczaninie krakowskim, Andrzeju Wrońskim i dziękując samego siebie, wotum i kajdany, w których na placu był, ofiarował.

Druga nazwa obrazu „Matka Boża od Wykupu Niewolników” wzięła początek od tego cudownego zdarzenia.
Do orędownictwa Matki Bożej za pośrednictwem wizerunku zwracają się o pomoc wszyscy potrzebujący, a szczególnie niewolnicy nałogów i więźniowie, którym ona patronuje. Wizerunek Matki Bożej Świętojańskiej jest obecny także poza granicami Polski. Kapelan ks. mjr Władysław Maciej Kozicki, kopię tego Obrazu zawiózł do nowej kaplicy w bazie polskich policjantów w Kosowskiej Mitrowicy. Leszek Podolecki, twórca Misji św. Brata Alberta, założył Sodalicję Świętego Dobrego Łotra i kultywował cześć tego wizerunku w więzieniach. Dla pozbawionych wolności wydaje on czasopismo „Dobry Łotr”.
Obraz jest codziennie uroczyście odsłaniany o godz. 6:30, a wieczorem, po mszy św. zasłaniany o godz. 18:00, zasłoną z wizerunkiem przedstawiającym Matkę Bożą i jej rodziców, św. Joachima i św. Annę. Nabożeństwo z odczytywaniem próśb i podziękowań kierowanych do Boga przez wstawiennictwo tego wizerunku odprawiane jest w każdą sobotę o godz. 17:30, a o godz. 18:00 sprawowana jest msza święta w tych intencjach. Uroczystość jej wspomnienia wyznaczono na 24 września.
Powstała kolejna kopia tego wizerunku, która została ofiarowana 18 marca 1990 papieżowi św. Janowi Pawłowi II, z okazji dwudziestej piątej rocznicy koronacji obrazu. Po śmierci papieża (2005) kopia ta została przekazana siostrom prezentkom mieszkającym w Watykanie. W okresie od 24 września 2014 do 9 maja 2015 kopia ta peregrynowała do wszystkich miejsc, gdzie posługują siostry prezentki. Również wierną jej kopię namalowała gdyńska artystka Małgorzata Karpińska, która znajduje się od 2010 w kościele pw. Matki Bożej od Wykupu Niewolników w Okonku. Ponadto 22 września 2018 kopia wizerunku, którą poświęcił bp Leon Dubrawski, została umieszczona w kościele Niepokalanego Poczęcia Najświętszej Maryi Panny w Jampolu na Ukrainie. 
Warto dodać, że 28 lipca 2016 przed obrazem Matki Bożej Świętojańskiej modlił się papież Franciszek, w ramach jednego z etapów swojej pielgrzymki do Polski na 31. Światowe Dni Młodzieży.
Ułożono specjalne modlitwy oraz koronkę za wstawiennictwem Matki Bożej z tego wizerunku.

## Opis obrazu

### Postać Maryi
Obraz przedstawia Maryję w ujęciu frontalnym w półfigurze, trzymającą na lewej ręce Dzieciątko. W prawej dłoni trzyma ona łodygę z białym kwiatem koniczyny oraz trzema listkami i unosi ją ku Jezusowi. Obie postaci tworzą harmonijną całość kompozycyjną, umieszczoną na złotym tle z widocznym złocistym nimbem wokół głowy Maryi. Całe tło ozdobiono dodatkowo roślinnym ornamentem. Kolor złoty tła jest symbolem i metaforą „Niebieskiej Jerozolimy”, której wizję przedstawia Apokalipsa: 

Rynek miasta – to czyste złoto jak szkło przeźroczyste (Ap 21, 21).

Złoto ornamentów wykonanego w technice płytkiego reliefu z rytmicznym układem wici akantowej jest natomiast metaforą łaski uświęcającej, pojmowanej jako moc Ducha Świętego, a wprowadzenie ornamentów roślinnych, naśladuje dekoracyjną tkaninę, która kojarzy się z tkaniną starotestamentalnego Przybytku, zwanego Święte Świętych. W ikonografii chrześcijańskiej akant symbolizuje drzewo życia i rajski ogród. W obrazie widać mocne przechylenie Dzieciątka w stronę Maryi. Pozwala to zamknąć kontur postaci w symbolicznym trójkącie, który odnosi się do dogmatu trynitarnego. Jednocześnie Maryja, podobnie jak święci w ikonach przedstawiona jest na kształt wzniosłej świętej Góry Boga, która oznacza bezpieczeństwo i siłę, gdyż: 

Ci, którzy ufają Panu są jak góra Syjon (Ps 125, 1).

Maryję okrywa maforion w kolorze ciemnogranatowym, niemalże czarnym, spięty pod szyją owalną broszą wysadzaną kamieniami szlachetnymi i narzucony na suknię w tym samym kolorze, przewiązaną w talii zielonym sznurem. Płaszcz Madonny ma natomiast łagodne i szerokie łuki udrapowań ze złocisto-zieloną podszewką. Na brzegach płaszcza widnieje złoty galon. Szczególnym świadectwem hołdu dla szat Maryi była ikonograficzna tradycja płaszcza opiekuńczego, znaku miłosierdzia.
Głowa Maryi jest lekko nachylona w stronę Syna. Karnacja jest jasna, świetlista, na policzkach maluje się delikatny rumieniec. Spod fałdów maforionu prześwituje delikatna woalka, pukle brązowych włosów oraz fragment ucha. Oczy o wykroju migdałowym są szeroko otwarte. Uważne spojrzenie skierowane jest daleko przed siebie. Brwi półkoliste i delikatne. Nos prosty, wąski, usta karminowe wyrażają powściągliwy uśmiech.
Atrybut koniczyny w ikonografii maryjnej wszedł ze względu na „potrójną” morfologię liści, kojarzoną z osobami Trójcy Świętej. Podania głoszą, że św. Patryk używał trójlistnej koniczyny dla wyjaśnienia pojęcia Trójcy Świętej, dlatego roślina ta jest z nim kojarzona, z jego świętem i z symbolem Irlandii. Trzy listki koniczyny symbolizują także trzy cnoty teologiczne: wiarę, nadzieję i miłość. Białe lub biało-różowe kwiaty symbolizowały cnotę czystości.

### Postać Dzieciątka
Dzieciątko odziane jest w skromną ciemnoliliową sukienkę, o zielonkawym odcieniu, wyraziście drapowaną. Główka Dzieciątka jest okrągła skierowana w stronę Matki. Włosy krótkie, lekko kręcone odsłaniają lewe ucho. Twarz wyraża smutek, czytelny w wyrazie dużych oczu pod delikatnymi łukami brwi. Nos jest lekko zadarty, usta cynobrowe zamknięte w wyrazie głębokiego milczenia. Blade policzki ożywia lekki rumieniec.
Metaforyczny układ dłoni Jezusa objawia godność kapłana i nauczyciela. Dzieciątko prawą rączką błogosławi, zaś w lewej trzyma zamkniętą księgę. Specyficzny układ palców rączki przedstawia dogmat trynitarny poprzez wyprostowanie trzech palców oraz tajemnice zjednoczenia boskiej i ludzkiej natury Chrystusa, wyrażoną w zgięciu pozostałych dwóch palców.
Bose stopy Dzieciątka również mają symboliczne znaczenie. Wskazują na tajemnicę wcielenia, odwołując się do związku stóp z ziemią. W wizerunkach maryjnych bose stopy Dzieciątka są przywołaniem Jego przyszłej męki. W obrazie świętojańskim nienaturalne uniesienie prawej stopy stanowi aluzję do układu nóg na krzyżu.
Z wielką starannością namalował artysta szczególnie ucho Dzieciątka i fragmentarycznie ucho Maryi, będących symbolem boskiego wsłuchiwania się w błagania proszących.

## Koronacja obrazu

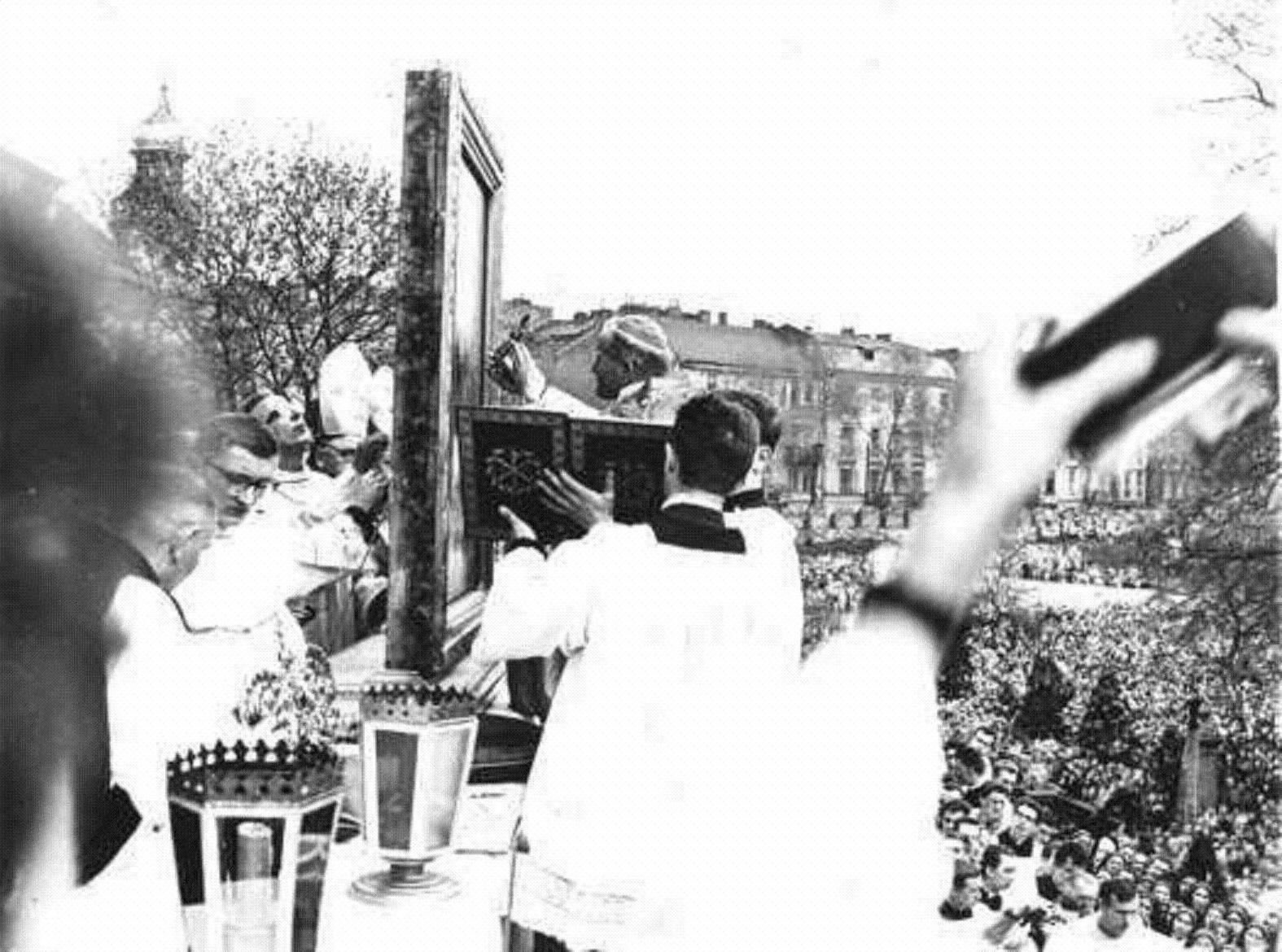
Abp Karol Wojtyła koronuje obraz Matki Bożej Świętojańskiej (Kraków, 9 maja 1965).

W uroczystym ubiorze postaci uczestniczą insygnia królewskie oraz biżuteria wotywna. Najstarsze koronacje odbywały się według ustalonego przez Kościół rytuału, którego istotnym elementem była aprobata papieska i nakładane korony. Skronie Maryi i Jezusa zdobią korony nałożone za pozwoleniem papieża św. Pawła VI przy kościele Ojców Paulinów na krakowskiej Skałce 9 maja 1965 przez metropolitę krakowskiego abp. Karola Wojtyłę, który nadał obrazowi Matki Bożej trzeci tytuł: Matka Wolności. Korony na wizerunku prezentują typ regaliów tzw. korony zamkniętej, tzn. zwieńczonej kulą z zatkniętym zdobionym krzyżem, co w ikonografii heraldycznej oznacza wolność od ludzkiej władzy i podległość Bogu. Na łożu korony Maryi, w jej środkowej części widnieje lilia ozdobiona kamieniami szlachetnymi, natomiast na łożu Dzieciątka kotwica. Uroczystość koronacji połączono z tradycyjną procesją ku czci św. Stanisława Biskupa i Męczennika z Wawelu na Skałkę oraz z uroczystym objęciem metropolii krakowskiej przez Karola Wojtyłę i z odprawioną przy tej okazji po raz pierwszy mszą świętą koncelebrowaną przez wszystkich biskupów Metropolii.
Była to pierwsza samodzielna koronacja wizerunku Matki Bożej dokonana przez Karola Wojtyłę.
Przed koronacją wizerunek został przeniesiony 30 kwietnia do kościoła Mariackiego na uroczystą dziewięciodniową nowennę przedkoronacyjną. 8 maja obraz został przewieziony z kościoła Mariackiego na Wawel i umieszczony w prezbiterium na wielkim ołtarzu. Następnego dnia w uroczystej procesji ulicami Stradomską i Krakowską wizerunek został przeniesiony z Wawelu przed kościół na Skałce na przygotowany specjalny ołtarz polowy.
Gości powitał generał ojców paulinów o. Jerzy Tomziński OSPPE. Następnie wicekanclerz kapituły krakowskiej ks. prałat Stefan Marszowski odczytał dekret kapituły watykańskiej z 25 grudnia 1963 zezwalający na dokonanie koronacji, po którym przełożona generalna Zgromadzenia Sióstr Prezentek, Magdalena Skalska złożyła uroczystą przysięgę. Z kolei abp Karol Wojtyła poświęcił korony. Umieszczone na purpurowych poduszkach, niesione były w czasie procesji przez ks. prałata Kazimierza Figlewicza – członka kapituły krakowskiej i proboszcza katedry wawelskiej, niegdyś ministranta w kościele św. Jana oraz przez księdza Stanisława Dąbrowskiego. Koronator, ubrany w amarantową kapę ze srebrnym orłem (która przygotowana była niegdyś do koronacji króla Michała Korybuta Wiśniowieckiego i służyła potem do koronacji wszystkich następnych królów), nałożył korony, najpierw na głowę Dzieciątka, a potem na głowę Maryi. Chór kleryków seminarium krakowskiego zaśpiewał czterogłosową antyfonę: Regina caeli laetare, a następnie kantyk Magnificat. Potem nastąpiło błogosławieństwo podniesionym obrazem. Po koronacji odprawiono mszę świętą, homilię wygłosił bp częstochowski Stefan Bareła, a końcowe słowo koronator, który m.in. powiedział: 

Chcemy zajrzeć do „Spisu cudów i łask”, który przy kościele św. Jana Chrzciciela i św. Jana Ewangelisty w Krakowie można znaleźć i tam wśród cudów i łask odczytać te długie listy podziękowań za to, czym w ciągu stuleci obdarowałaś naszych rodaków. Tam też odczytujemy to szczególne podziękowanie więźnia, który po uwolnieniu z więzienia złożył Ci, jako wotum, swoje kajdany.

Po mszy świętej chór odśpiewał: Gaude Mater Polonia a następnie wierni: My chcemy Boga, po czym procesja powróciła do katedry wawelskiej, gdzie obraz ustawiono na wielkim ołtarzu. O godz. 20:00 obraz powrócił do kościoła św. Jana.